# Albert von Suckow

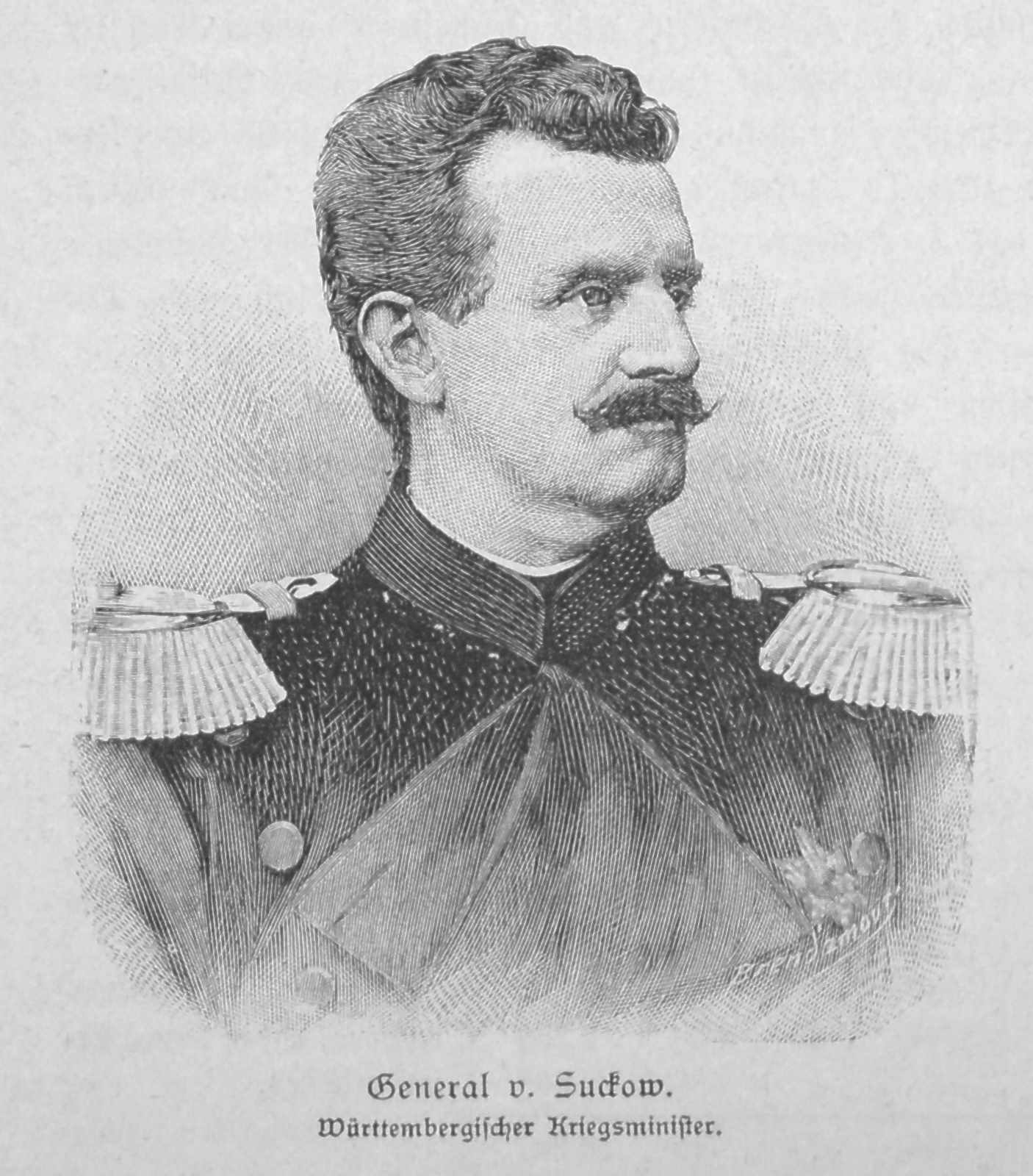
Albert von Suckow; Holzschnitt von Richard Brend’amour (1871)

Albert Freiherr von Suckow (* 13. Dezember 1828 in Ludwigsburg; † 14. April 1893 in Baden-Baden) war ein württembergischer General der Infanterie und Kriegsminister.

## Leben

### Herkunft
Albert war evangelisch und der Sohn des Obersten Karl von Suckow (1787–1863) und dessen Ehefrau, der Schriftstellerin Emma von Suckow (1807–1876). Sein Vater war Verfasser der militärischen Erinnerungen aus der napoleonischen Zeit: Aus meinem Soldatenleben (Stuttgart 1863).

### Karriere
Suckow besuchte aufgrund der Garnisonswechsel seines Vaters verschiedene Gymnasien sowie von Mitte Oktober 1845 für drei Jahre die Kriegsschule Ludwigsburg. Anschließend wurde er als Leutnant dem 8. Infanterie-Regiment der Württembergischen Armee überweisen. Im Verbund des Neckar-Korps nahm Suckow 1849 anlässlich der Niederschlagung der Badischen Revolution an den Gefechten bei Käfertal und Gernsbach teil. Nach einem Regimentswechsel und der Beförderung zum Oberleutnant erfolgte im Juli 1854 seine Kommandierung zum Generalstab sowie ein Jahr später die Versetzung dorthin. Im Oktober 1858 wurde Suckow Adjutant des Generalquartiermeisters von Wiederhold.
Als Hauptmann betraute man ihn im Oktober 1861 mit der Leitung der Kriegsschule in Ludwigsburg. Im Krieg von 1866 war er als Major Militärbevollmächtigter im Hauptquartier der Bayerischen Armee und nahm als solcher an den Waffenstillstands- und Friedensverhandlungen mit Preußen teil. Darauf wurde er Adjutant des Kriegsministers von Wagner, den er bei der Einführung des preußischen Heersystems unterstützte, sodann Oberst und Generalquartiermeister. Am 24. März 1870 als Generalmajor und Chef des Kriegsdepartements machte sich Suckow 1870/71 um die Organisation der Württembergischen Division und ihre Ergänzung und Verpflegung während des Kriegs gegen Frankreich hochverdient.
Er wurde dafür am 19. Juli 1870 zum Generalleutnant befördert und zum Kriegsminister ernannt, als welcher er, mehrmals in das preußische Hauptquartier in Frankreich gesandt, die Militärkonvention mit Preußen und die Novemberverträge abschloss. Suckow erhielt von Kaiser Wilhelm I. „in Anerkennung für die hervorragenden Verdienste, welche er sich um die Einigung und Kräftigung der Deutschen Waffen erworben hatte“ eine Nationaldotation von 300.000 Mark. Am 1. August 1874 reichte Suckow seinen Abschied ein, der ihm am 13. September 1874 unter Verleihung des Großkreuzes des Ordens der Württembergischen Krone gewährt wurde. Nach seiner Verabschiedung lebte Suckow in einer Villa am Fuße des Alten Schlosses in Baden-Baden.
In nachmaliger Würdigung seiner langjährigen Verdienste ernannte König Karl ihn am 17. November 1890 noch zu General der Infanterie.

### Familie
Suckow verheiratete sich am 14. Mai 1857 mit Sophie, einer Tochter des württembergischen Oberkriegsgerichtsdirektors Immanuel Gottlieb von Schweizerbarth (1800–1865) und von dessen Gattin Thusnelde (* 28. Juni 1815), die noch 1876 als Witwe in Stuttgart wohnte. Die Ehe blieb kinderlos. Die Ehefrau hatte aber eine Schwester, Marie Leonore Amalie Schweizerbarth (* 3. Juli 1831 in Heilbronn), die 1850 den damaligen Oberleutnant Karl Knoerzer (1819–1900) heiratete. Dieser Schwippschwager erhielt als Komtur des württembergischen Militärverdienstordens den persönlichen württembergischen Adelsstand. 1884 erhielt er den erblichen württembergischen Adelsstand, als württembergischer Generalleutnant. Für dessen Sohn Karl Albert (1858–1932), erfolgte als Erbe seiner Tante (Mutterschwester) Sophie von Suckow, geb. Schweizerbarth, durch Erlass des württembergischen Justizministeriums vom 9. September 1927 eine Namensänderung in „von Knoerzer-Suckow“. Der erwähnte Neffe Karl Albert von Knoerzer-Suckow trat 1876 in den Militärdienst ein und stieg bis zum Rang eines Generals der Kavallerie auf. 1892–1895 war er Adjutant des Königs von Württemberg, war auch Kommandeur der 7. württembergischen Landwehr-Division. 1918 führte er ein nach im benanntes Korps in der Ukraine.

## Werke
- Wo Süddeutschland Schutz für sein Dasein findet? Ein Wort an die Süddeutschen. Karl Aue, Stuttgart 1869, Digitalisat
- Rückschau des Königl. Württembergischen Generals der Infanterie und Kriegsministers Albert von Suckow. Herausgegeben und bearbeitet von Wilhelm Busch, Professor der Geschichte in Tübingen. Mit einem Bilde des Generals Albert von Suckow. J. C. B. Mohr (Paul Siebeck), Tübingen 1909.